# Józef Lemański h. Bukowczyk

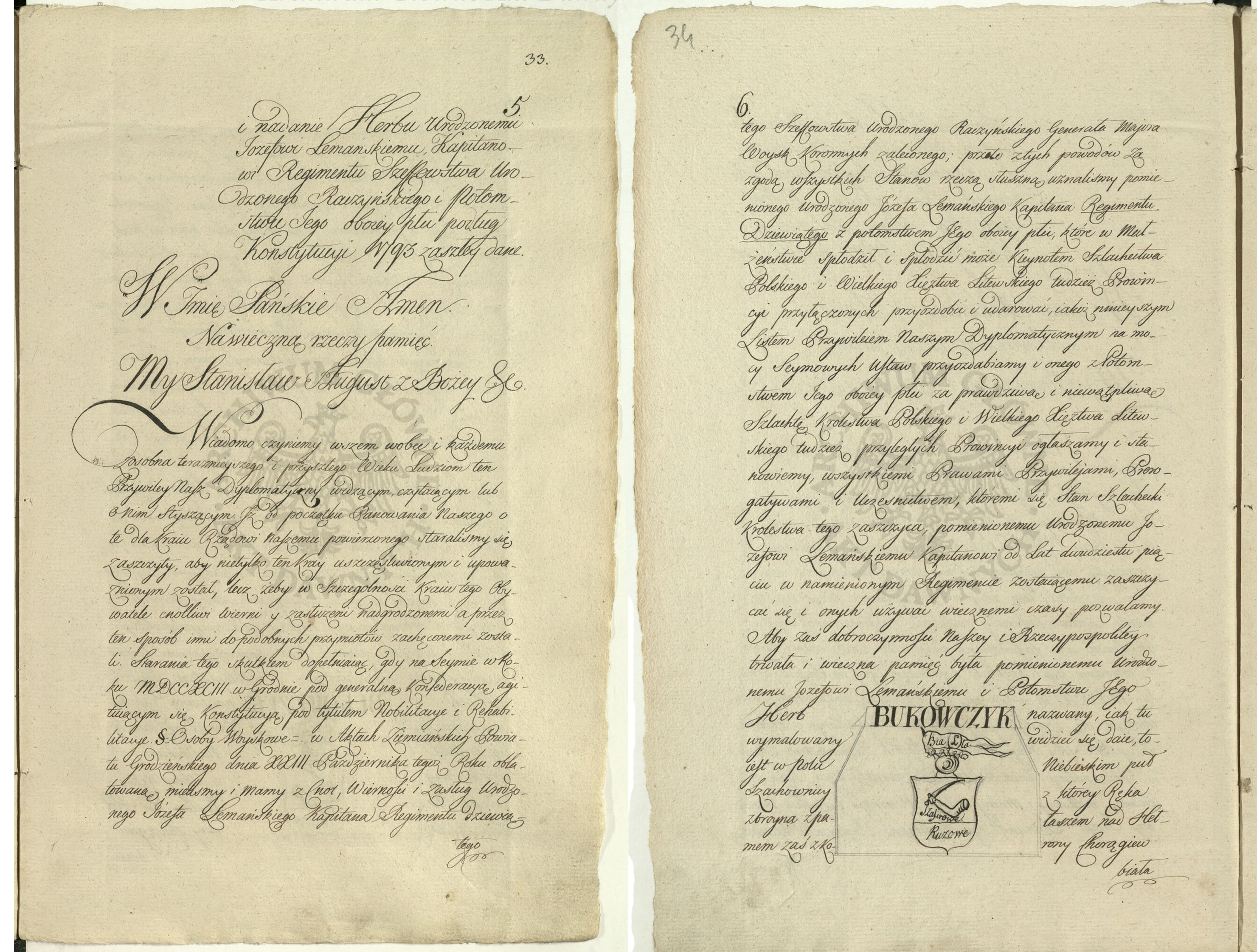
Dwie pierwsze strony aktu nobilitacji kpt. Lemańskiego. Na prawej stronie u dołu szkic herbu Bukowczyk.

Józef Lemański h. Bukowczyk (ur. 27 marca 1741 w Buku, zm. 5 września 1824 w Warszawie) – kapitan sztabowy w IX Regimencie Pieszym Wojsk Koronnych, nobilitowany przez króla Stanisława Augusta Poniatowskiego w 1790 roku.

## Biografia
Był pierworodnym synem (trzecim dzieckiem w rodzinie) Walentego Lemańskiego i Reginy z Szubertów. Nauki pobierał w Poznaniu, a następnie poświęcił się karierze wojskowej. Od 21 listopada 1768 roku służył w Regimencie Dragonów Fundacji Raczyńskich, który w 1779 roku – już pod dowództwem generała majora Filipa Nereusza Raczyńskiego – przeformowano na IX Regiment Piechoty Wojsk Koronnych. Józef Lemański był początkowo kadetem i podoficerem. 14 czerwca 1776 został chorążym, 14 maja 1779 awansowany na porucznika, a 1 maja 1790 roku mianowany kapitanem (sztabskapitanem).
W trakcie obrad Sejmu Czteroletniego, 9 grudnia 1790 roku kapitan Józef Lemański, od lat dwudziestu pięciu w namienionym Regimencie zostaiący, uzyskał nobilitację dla siebie i potomstwa oboiey płci, które w małżeństwie spłodził i spłodzić może. Dyplom z herbem Bukowczyk wydano mu 29 marca 1794 roku
.
Kapitan Józef Lemański brał udział w insurekcji warszawskiej. Krótko potem wystąpił z Regimentu. Miał już 53 lata. W 1807 roku objął rządową posadę pisarza w magazynie solnym w Radwankowie w powiecie garwolińskim. Po kilkunastu latach pracy, z uwagi na długoletnią służbę w zawodzie woyskowym i cywilnym, została mu przyznana emerytura. Decyzję wydano 6 kwietnia 1824 roku. Miał otrzymywać 1 125 złotych rocznie. Zmarł w Warszawie 5 września 1824 roku.

## Rodzina
Żoną Józefa Lemańskiego została Magdalena, córka Jana Zalewskiego i Marianny z Krasuskich. Pobrali się 2 grudnia 1784 roku w parafii Wiskitki. Mieli pięcioro dzieci. Najstarszą Józefę Teresę Elżbietę urodzoną w 1785 roku i jej trzy kolejne siostry: Antoninę Elżbietę (*29-10-1786, Skierniewice), Kunegundę (*2-03-1788, Skierniewice) i Katarzynę (*16-04-1789, Łowicz). Najmłodszy syn Franciszek Józef urodził się 6 października 1791 roku we wsi Poświętne w parafii Wiskitki. Zmarł mając 2 miesiące (22-12-1791, Poświętne). Magdalena z Zalewskich Lemańska przez kilka lat po śmierci męża utrzymała się z emerytury przyznanej ze względu na 42-lelnią służbę jey męża. Otrzymywała 1 500 zł rocznie. Zmarła 7 września 1832 roku w Warszawie.
Młodszym bratem Józefa był Paweł Lemański (ur. 1744 w Buku, zm. 1798 w Warszawie) - urzędnik na dworze króla Stanisława Augusta Poniatowskiego, określany pisarzem, a niekiedy generalnym inspektorem królewskich magazynów solnych na warszawskim Solcu.

## Upamiętnienie
Nazajutrz po śmierci Józefa Lemańskiego w prasie warszawskiej ukazało się wspomnienie. Po wzmiance o pochodzeniu zmarłego, opisie jego służby i zasług, czytamy: Równie zacny urzędnik jak dobry żołnierz [...] był wzorem poświęcenia się i cnót obywatelskich. Obdarzany duszą tkliwą i rzadkim dowcipem, łączył on gruntowne serca przymioty, które zdolne były uprzyjemnić życie i jego, i tych co go otaczali. Nieutulona w żalu rodzina traci w nim swoją ozdobę i zaszczyt, Kraj wiernego sługę i obywatela, Dzieci czułego ojca i opiekuna, przyjaciele skarb i dobro nieocenione.